# Rivière aux Ours (rivière Sainte-Anne)
Pour les articles homonymes, voir Rivière aux Ours et Ours (homonymie).
Cet article possède un paronyme, voir Rivière à l'Ours.
La rivière aux Ours est un affluent de la rivière Sainte-Anne coulant dans la municipalité de Saint-Raymond, dans la municipalité régionale de comté (MRC) de Portneuf, dans la région administrative de la Capitale-Nationale, dans la province de Québec, au Canada.
La petite vallée de la rivière aux Ours est desservie par la route Corcoran et la route de Chute-Panet qui longe la rive sud et est de la rivière Sainte-Anne, pour les besoins de l'agriculture, de la foresterie et des résidents du secteur.
Les principales activités économiques du secteur sont l'agriculture et la foresterie.
La surface de la rivière aux Ours (sauf les zones de rapides) est généralement gelée de début décembre à fin mars ; toutefois, la circulation sécuritaire sur la glace se fait généralement de fin décembre à début mars. Le niveau de l'eau de la rivière varie selon les saisons et les précipitations ; la crue printanière survient en mars ou avril.

## Géographie
La rivière aux Ours prend sa source à l'embouchure dans une zone de marais (longueur : 2,5 km ; altitude 154 m) située du côté sud du Parc industriel des Pionniers à Saint-Raymond. Cette source est située à :
- 1,8 km à l'est du cours de la rivière Sainte-Anne ;
- 3,4 km au sud du centre du village de Saint-Raymond ;
- 4,0 km au nord de la confluence de la rivière aux Ours et de la rivière Sainte-Anne ;
- 44,1 km au nord la confluence de cette dernière avec le fleuve Saint-Laurent[2].

À partir de sa source, la rivière aux Ours coule sur 6,6 km surtout en zone forestière, parfois agricole, avec une dénivellation de 25 m, selon les segments suivants :
- 1,7 km surtout en zone de marais, d'abord vers l'ouest, puis vers le sud, jusqu'au pont de la route Cormoran ;
- 1,8 km vers le sud-ouest en coupant la rue Germain, jusqu'à un coude de rivière ;
- 3,1 km d'abord vers le sud-est en formant un crochet (courbant vers l'est), en recueillant deux décharges (venant de l'est) de lacs non identifiés et la décharge (via un petit lac) (venant de l'est) du lac Plamondon, en passant au nord d'un hameau, en coupant la route 354, puis en traversant deux petits lacs non identifiés, jusqu'à son embouchure[2].

La rivière aux Ours se déverse à la fin d'un coude de rivière sur la rive sud de la rivière Sainte-Anne. Cette confluence est située à :
- 6,3 km en amont des Chutes Ford dans Sainte-Christine-d'Auvergne ;
- 4,1 km en aval du hameau Chute-Panet dans Saint-Raymond ;
- 16,2 km au nord-ouest du fleuve Saint-Laurent ;
- 7,1 km au sud du centre du village de Saint-Raymond ;
- 40,2 km au nord de la confluence de la rivière Sainte-Anne avec le fleuve Saint-Laurent[2].

À partir de cette confluence, le courant descend sur 69,1 km généralement vers le sud et le sud-ouest en suivant le cours de la rivière Sainte-Anne, jusqu'à la rive nord-ouest du fleuve Saint-Laurent.

## Toponymie
Le toponyme rivière aux Ours a été officialisé le 17 août 1978 à la Banque des noms de lieux de la Commission de toponymie du Québec.